# Máthé András (fotográfus)
Máthé András (Debrecen, 1954. június 23.) magyar fotográfus. A Debreceni Fotóklub vezetője, a Magyar Fotóművészek Szövetségének és a Magyar Alkotóművészek Országos Egyesületének tagja, Máthé Gábor aranyérmes siketlimpikon apja.

## Életrajza
Gyermekkorát Hajdúhadházon töltötte. A debreceni Fazekas Mihály Gimnáziumban érettségizett, majd fényképésziskolát végzett. Édesapja amatőr fotós volt, az első lépéseket a fotográfiában az ő sugallatára tette meg, majd később a sötétkamrában is sokat dolgoztak együtt.
1972-től 1992-ig a fényképész szolgáltatóipar minden területén dolgozott, elsősorban fotóriporterként és műszaki fotósként. 1973-tól tagja a Debreceni Fotóklubnak, amelynek 2007-ben, a tagok kérésére elvállalta a művészeti vezetését. 1986-tól a Magyar Fotóművészek Szövetségének, 1987-től pedig a Magyar Alkotóművészek Országos Egyesületének (MAOE) is tagja, utóbbinak elnökségi tagja. 1987-től a Csokonai Színház fotósa, 1995-ben a színházzal közösen "Fotó-Art" díjat alapított.
1992-től szabadfoglalkozású. 1993–2003 között Debrecen első magán fotógalériájának a Multi Fotó Galériának a művészeti vezetője, ahol 1993 óta több mint 80 kiállítást mutattak be, többségében fiatal alkotók premfotóiból (nyilvánosság előtt még nem szerepelt képek). 1998-tól vett részt a Debreceni Új Fotóműhely munkájában. Debrecen város kulturális eseményeinek dokumentatív és művészi fotografálásában is részt vesz.
A „Debrecen Kultúrájáért Alapítvány” ösztöndíját 8 alkalommal nyerte el, 1993-ban a fotósok közül elsőként kapta meg a „Debrecen Kultúrájáért Díj”-at. 2005 óta tagja a Grafikusművészek Ajtósi Dürer Egyesületének.
1988–2007 között fényképész szaktanárként oktatott a debreceni a Beregszászi Pál Szakközépiskola és Szakiskolán. 1997-től 2007-ig pedig a Debreceni Református Tanítóképző Főiskolán tanított fotográfiai ismereteket.
Fiai: András (1983) és a siketlimpiai bajnok teniszező, Gábor (1985).

## Munkássága
|                                                                                           |  |
| Ráckevei Anna és Gemza Péter a Csokonai Nemzeti Színház vezetői Máthé András fotóin, 2013 |  |

### Önálló kiállításai
- Balaton, 1976 Keszthely
- Tájrajzok 1979 Debrecen, Székesfehérvár, Püspökladány, Hajdúhadház, Nyíregyháza, Nádudvar
- Debrecen ma 1983 Debrecen
- Változó táj 1987 Debrecen, Székesfehérvár, Nyíregyháza, Hajdúhadház
- Akt 1989 Debrecen, Székesfehérvár
- Neon-fényben 1994 Debrecen
- Enyészet 1994 Debrecen, 1997 Székesfehérvár
- Műterem 1995 Debrecen, Püspökladány, Karcag, Polgár
- Színház 1996 Debrecen
- Akt drapériával 1997 Debrecen
- Debreceni impressziók 1998 Debrecen, Nagyvárad; 1999 Hajdúhadház
- Máthé akt 1998 Budapest
- Aktképek 2000 Debrecen, Mű-Terem Galéria
- Aktképek 2000.  2001 Székesfehérvár Várfal Galéria
- Jazz 2001 Debrecen Jazz Napok
- Gyüjteményes kiállítás 2002 Hajdúhadház
- Emlékszem a mozdulatra... 2003 Debrecen, Budapest Nemzeti Színház
- A napba öltözött város 2003 Öcs
- Corpus 2004 Debrecen Mű-Terem Galéria, Nyíregyháza
- Jazz Debrecenben 2004, Debrecen
- Talált formák 2008 Debrecen, Református Tanítóképző Főiskola
- Egy másodperc jazz 2009 Debrecen, Kölcsey Központ
- A magyar kultúra arcai 2014 Debrecen, Méliusz Megyei Könyvtár

Egyéb gyűjteményes kiállítások: 1990: Vilnius, Kaunas, 1995 május, Foto Art Galéria Nagyvárad, Lublin, Hajdúhadház, valamint Debrecen város több galériájában, és közintézményében rendezett kiállítások. Az önálló kiállításokon túl számos országos és nemzetközi pályázaton mutatták be képeit, illetve nyert díjakat.
Több országos és megyei újság közli rendszeresen képeit. Ezek között külön említést érdemelnek az Operaélet c. művészeti folyóiratban megjelenő képriportjai.

### Jelentősebb csoportos kiállítások
- 1998. december – Debrecen, Multi fotó Galéria: „Kép a képben”
- 1999. május – Debrecen, Kölcsey Művelődési Központ: Debreceni Fotóklub kiállítása
- 2000. augusztus – Esztergom, „Camera Obscura” Fotográfiai Biennálé
- 2000. július – Székesfehérvár, Várfal Galéria „Impresszion 2000”
- 2001. július – Prato, Olaszország: FIAP Monochrom Biennálé
- 2001. május – Glasgow, Scottish Salon of Photography
- 2001. július – Zamárdi, Balaton Art
- 2002. április – Rivne, (Ukrajna)
- 2002. május – Debrecen, (Debreceni Új Fotóműhely)
- 2003. december – Debrecen, Találkozások (10 éves a Multi Fotó Galéria)
- 2004. március – Hortobágy, alkotótábor
- 2004. augusztus – Esztergom, Fotográfiai Biennálé „AKT ART”

## Díjak, elismerések
- 1974 – Pécs: Országos Középiskolai Fotókiállítás díj
- 1989 – Budapest, Szolnok: "Lovakról" Különdíj
- 1981 – Szeged: Szegedi Szalon Csongrád megye díja
- 1989 – Budapest Műcsarnok Magyar Fotográfia '89 különdíj
- 1993 – Debrecen Kultúrájáért Díj
- 2001 – Országos Fotószalon Különdíj (a CPD labor és a Magyar Fotóművészek Szövetsége közös különdíja[4]